# Nodosaurus
Nodosaurus textilis
Genre
Espèce
Nodosaurus (nodosaure en français) est un genre éteint de dinosaure ornithischien herbivore, un ankylosaurien de la famille des nodosauridés à laquelle il a donné son nom. Un seul spécimen fossile a été découvert, dans la formation géologique de Frontier dans le Wyoming dans des sédiments du début du Crétacé supérieur (Cénomanien), soit il y a environ entre 100,5 et 93,9 millions d'années.
Une seule espèce est connue, l'espèce type, Nodosaurus textilis, décrite par Othniel Charles Marsh en 1889.

## Description

### Taille

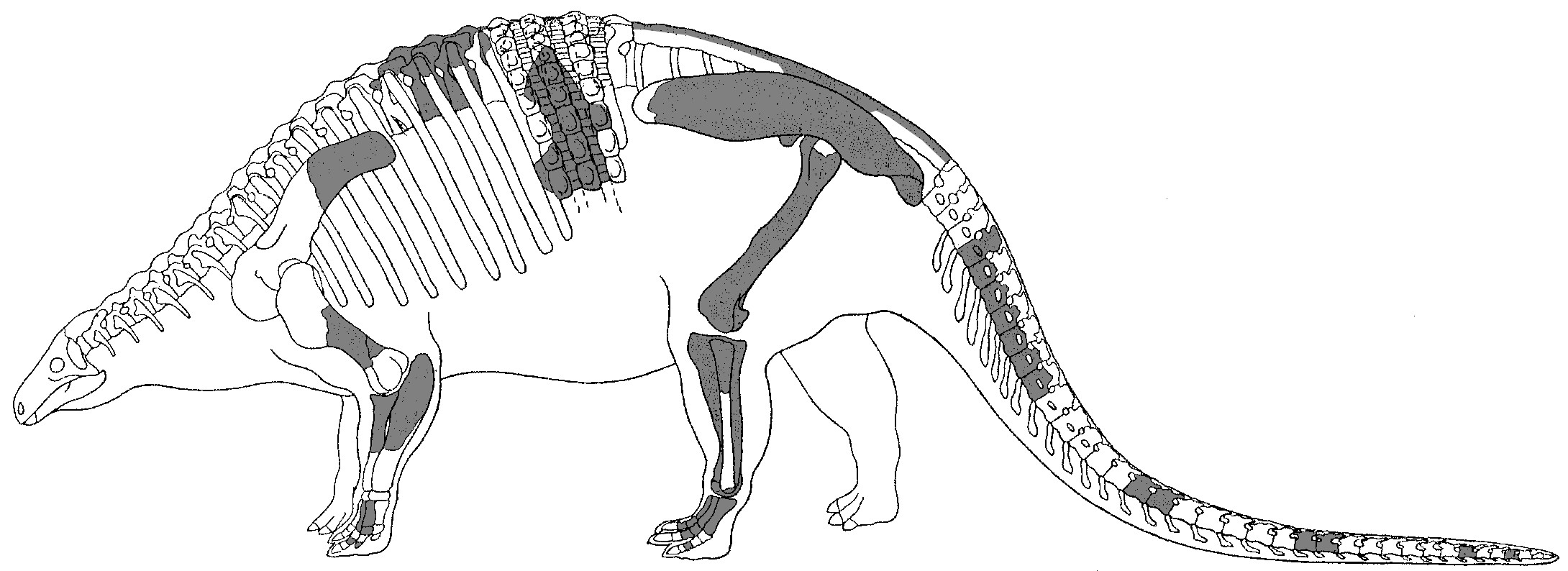
Diagramme de Nodosaurus dessiné en 1921.

Il pouvait mesurer jusqu'à 6 mètres de long.

### Corps

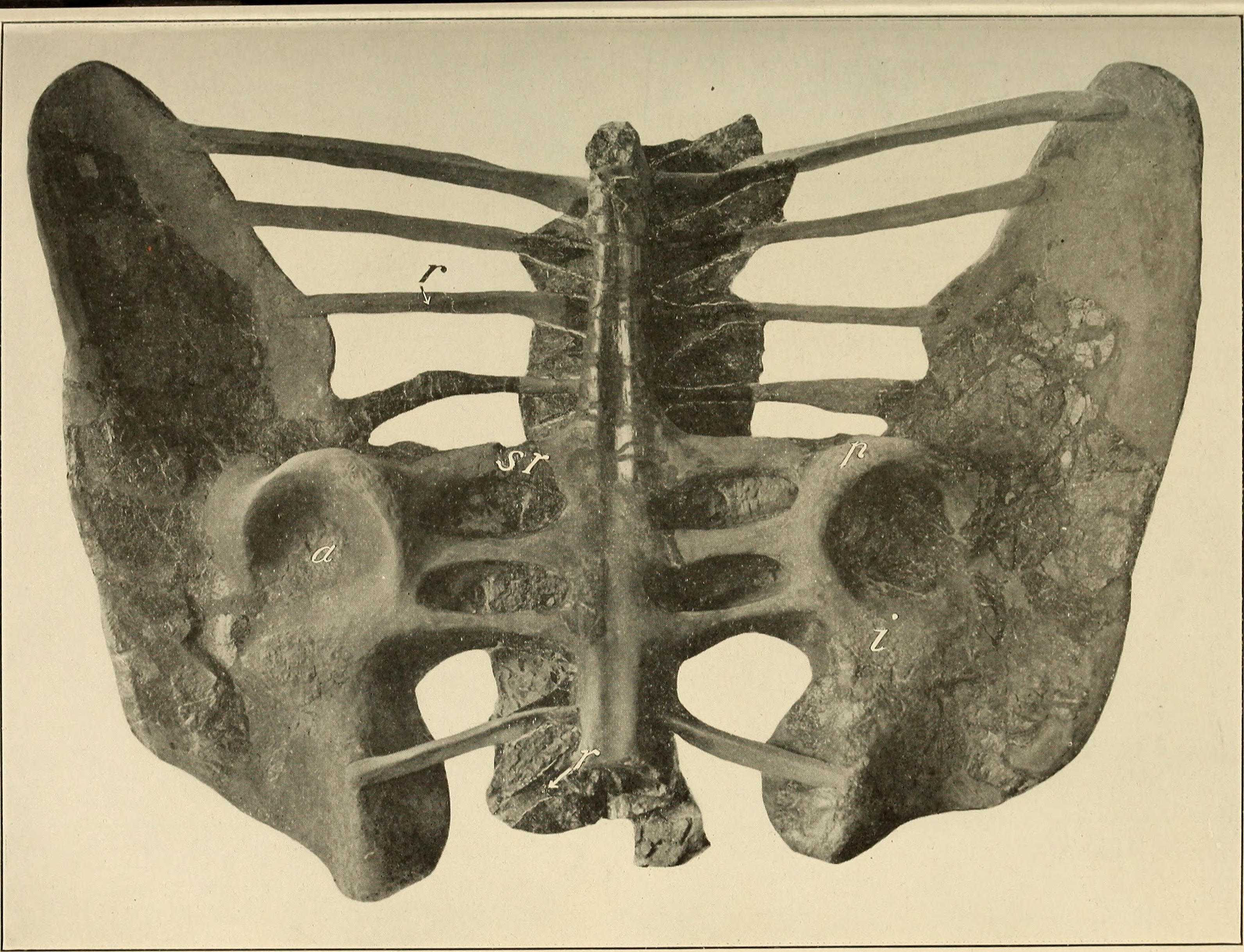
Pelvis de l'holotype.

Son squelette a été découvert sans le crâne. Son corps est couvert de plaques osseuses dermiques (ostéodermes) disposées en rangées le long de son corps, avec des bandes étroites sur les côtes alternant avec des plaques plus larges entre les deux. Le plaques les plus grandes sont couvertes de nodules osseux arrangés régulièrement, ce qui lui a donné son nom de « lézard à nodules ».
Comme d'autres nodosauridés il pouvait posséder des épines sur ses côtés.
Ses quatre pattes sont trapues, terminées par cinq doigts. Son cou est court et sa queue rigide. La tête était vraisemblablement étroite, avec un museau pointu, des mâchoires puissantes et de petites dents. Son régime alimentaire était composé de plantes peu coriaces, car il aurait été incapable de mâcher des fibres dures et fibreuses.

## Découverte
Un dinosaurien exceptionnellement conservé, provenant de l'Alberta, a été décrit en 2017. La presse a parlé de lui comme d'un « nodosaure », alors qu'il s'agit en fait un nodosauridé, donc un animal de la même famille que Nodosaurus. Celui-ci est nommé Borealopelta markmitchelli.